# Niobe (córka Foroneusa)
Niobe, w mitologii greckiej córka Foroneusa, siostra lub matka Pelazgosa. Nie należy jej mylić z bardziej znaną Niobe, córką Tantala, której zabito czternaścioro dzieci. Według Apollodora z Aten jako pierwsza śmiertelniczka została kochanką Zeusa.

## Pochodzenie
Ojciec Niobe, Foroneus, był synem boga rzeki Inachosa i nimfy Melii. Jego siostrą była nimfa Io, kapłanka Hery w Argos i jedna z kochanek Zeusa, zamieniona później w krowę.
Matką Niobe była nimfa o imieniu Kerdo lub Telediko.
Wśród braci Niobe Graves wymienia Pelazgosa, Iasosa, Agenora, Kara, natomiast Apollodor – jedynie Apisa.

## Związki i potomstwo
Niobe była pierwszą kobietą śmiertelną, która została kochanką Zeusa.
Miała z nim syna Argusa oraz Pelazgosa, chociaż według innych tradycji Pelazgos nie miał ojca ani matki, a wyłonił się bezpośrednio z ziemi.